# 枝野とみえ
枝野とみえ（えだの とみえ）は、日本の卓球選手。富士短期大学出身。

## 人物
岩手県下閉伊郡川井村立中学校箱石中学校から、久保学園高校を経て、富士短期大学に進学した。高校3年時の1971年のインターハイでは選手宣誓を行っている。大学1年時に月刊「卓球レポート」のインタビューを受けた。
1973年、世界卓球選手権サラエボ大会の団体で3位、阿部多津子との女子ダブルスで3位となった。
また同年の全日本学生卓球選手権の女子シングルスで優勝、インカレでも優勝しMVPに選ばれた。また、全日本卓球選手権大会では長洞久美子との女子ダブルスで優勝した。
短大卒業後は、川徳デパート東京事務所に所属した。1974年には、アジア卓球選手権では女子シングルス、河野満との混合ダブルス、女子団体で優勝、女子ダブルスで3位となった。また同年の全日本社会人卓球選手権大会の女子シングルスで優勝した。
1975年の世界卓球選手権カルカッタ大会でも団体で3位となっている。